# Guillermo Fernández
Guillermo Fernández Hierro (ur. 23 maja 1993 w Bilbao) – hiszpański piłkarz występujący na pozycji napastnika w Numancii.

## Kariera klubowa
Guillermo dołączył do Athletic Bilbao w 2003 roku. Przez siedem lat grał w drużynie juniorskiej, po czym awansował do drużyny rezerw występujących w Segunda División B.
Swoją dobrą grą trener Ernesto Valverde zabrał go na mecz pierwszej drużyny. Athletic Bilbao grał wtedy z Villarreal CF, jednak nie doczekał się wejścia na plac gry. 9 listopada 2013 roku zadebiutował w pierwszym składzie wchodząc z ławki rezerwowych w 68 minucie meczu z Levante UD. Pierwszego gola w karierze strzelił 23 lutego 2014 roku w meczu z Betisem Sevilla, podwyższając wynik meczu na 2-0, po asyście Ikera Muniaina. 13 sierpnia 2015 roku został wypożyczony do CD Leganés.